# Benzoate d'émamectine
Le benzoate d'émamectine est un composé organique utilisé comme insecticide systémique. C'est un sel issu de la réaction de l'acide benzoïque avec l'émamectine, molécule dérivée de l'abamectine.

## Propriétés
Le benzoate d'émamectine existe sous différentes formes hydratées ou anhydres ayant différentes morphologies cristallines.
« Benzoate d'émamectine » est le nom commun du benzoate de (4"R)-4"-désoxy-4"-(méthylamino)avermectine B1 (Mab1), qui est un mélange de benzoate de (4"R)-4"-désoxy-4"-(méthylamino)avermectine B1a (MAB1a ou benzoate d'émamectine B1a) et de benzoate de (4"R)-4"désoxy-4"-(méthylamino)avermectine B1b (MAB1b ou benzoate d'émamectine B1b).

## Utilisation
En France, l'utilisation d'insecticides à base de benzoate d'émamectine est autorisée dans la lutte contre le charançon rouge des palmiers (Rhynchophorus ferrugineus) par injection dans le stipe par arrêté du 21 juillet 2010.